# فرودگاه بربرا
فرودگاه بربرا (به انگلیسی: Berbera Airport) یک فرودگاه همگانی و نظامی با کد یاتا BBO است که یک باند فرود سنگفرش آسفالت دارد و طول باند آن ۴۱۴۰ متر است. این فرودگاه در کشور سومالی قرار دارد و در ارتفاع ۷ متری از سطح دریا واقع شده‌است.

## شرکت‌های هواپیمایی و مقصدهای پروازی
| شرکت‌های هواپیمایی    | مقصدهای پروازی                                                                    |
| -------------------- | --------------------------------------------------------------------------------- |
| Air Djibouti         | جیبوتی-امبوولی                                                                    |
| افریکن اکسپرس ایرویز | عدن (suspended)، بندر قاسم، قاهره، دوبی، گالکایو، عدن اد، جومو کنیاتا، شارجه، وجر |